# Aldus Manutius
Aldus Manutius (Sermoneta vagy Bassiano, 1449 – Velence, 1515. február 6.) – Manuzio, Manuzzi, Manucci – velencei nyomdász és kiadó, a kurzív betű és valamennyi újabb antikva betű megteremtője.  Velencében főleg az ókori klasszikusok úgynevezett első kiadásaival (editiones principi) lett híres.

## Élete
Ifjú korában Rómában tanult latinul, majd Veronában görögül. 1482-ben Pico della Mirandola gróf, a szépművészetek pártfogója hívta meg házába. A gróf révén ismerkedett meg Rotterdami Erasmusszal, a világhírű nagy humanistával, akivel örök barátságot kötött. Csak három évig tartott Pico és Aldus termékeny kapcsolata, mert Pico 1485-ben meghalt. Aldus ekkor átköltözött Pico nővéréhez, Rodolfo Pio da Carpi herceg özvegyéhez, hogy két fiát oktassa.
1488-ban Velencében, a művészetek és tudományok virágzó városában találjuk. Tanítványainak és néhány barátjának támogatásával itt nyomdát alapított, azzal a céllal, hogy az ókori klasszikusok műveit, amelyek addig jórészt csak kéziratokban voltak meg, hibátlan és mintaszerű szöveggel az egész világon elterjessze. Senki nem lehetett erre nála alkalmasabb, mert széles körű tudással és józan ítélőképességgel rendelkezett. E cél elérése érdekében Aldus Itália, illetve egész Európa legjobb tudósaival és hellenistáival vette körül magát; így Velencében a Carpi hercegek kis akadémiájából létrejött az Aldus-akadémia. Ennek tagjai meghatározott napokon összegyűltek nála, hogy eldöntsék, mely szövegeket kell kinyomni, és mely kéziratokat lenne helyénvaló lefordítani. Az akadémia tagjai között voltak szenátorok, későbbi főpapok, professzorok, orvosok, illetve görög tudósok is.
Aldus 1500 körül feleségül vette Maria Asolát, az asolói Andreas Torresanus leányát. Torresanus volt az, aki 1479-ben Nicolas Jenson velencei nyomdáját megvette. Az itáliai háború 1506-ban arra kényszerítette Aldust, hogy nyomdáját bezárja és elhagyja Velencét. Ekkor vagyona nagy részét elveszítette. 1507-ben azonban újból megnyitotta nyomdáját. Kezdetben nagy gondok között vezette, amíg végül gazdag és tevékeny apósával, Andrea Torresanusszal társult, s vállalata újra fellendült. 1510-11-ben megint szünetelt a nyomda, s csak 1512-ben nyílt meg. Ebben az évben született harmadik fia, Paulus Manutius, aki később utódja lett. 1513-tól kezdve ismét nagy tevékenységet fejtett ki Aldus, mindaddig, amíg 1515-ben, szorgos munkája közepette, utol nem érte a halál.
Aldus halála után apósa, Andrea Torresanus vezette tovább a nyomdát, mindaddig, amíg 21 éves korában Paolo Manutius át nem vette az irányítást. Paolo nagy lendülettel kezdett munkájához, s mintaképe, apja nyomdokain akart haladni. Főképpen a latin klasszikusok kiadására fektette a súlyt, s e célból nagyszerű tudósokat vett maga mellé.

## Kiadói tevékenysége

### Görög és latin klasszikusok

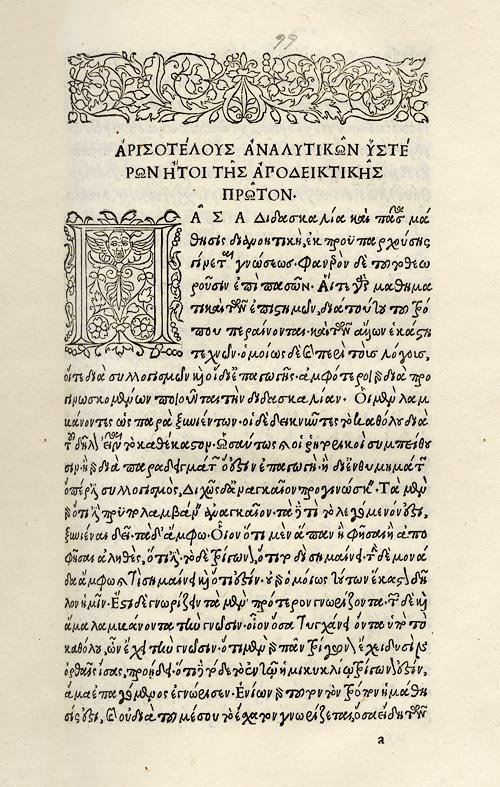
Aldus Manutius Arisztotelész-kiadásának egy oldala (1495-1498)

Első nyomtatott könyve Constantin Lascaris görög nyelvtana volt, melyet 1495-ben fejezett be. Háza valóságos iskola volt, amelynek tagjai nagyrészt nála laktak. Itt állapították meg a kéziratok kritikai szövegét, megtisztították a helytelen kifejezésektől, nyomás alá rendezték és korrigálták azokat. Az ókori klasszikusok kódexekben fennmaradt szövegei, a másolók hanyagsága miatt, tele voltak hibákkal. Aldus és a köréje sereglett tudósok hozták helyre a hibákat, s a korrigált szöveg alapján került nyomásra a könyv.
Ambiciózus kiadási programjának megvalósítása 1495-ben kezdődött. Közülük is az ötkötetes Arisztotelészt kell kiemelni, amely görög kézírás után tervezett kurzív betűtípusával 1495 és 1498 között jelent meg, és nagy feltűnést keltett az európai humanisták körében.
Hamarosan Szophoklész, Platón, Thuküdidész és Xenophón kiadására is sor került. Ezt követték a latin klasszikusok: többek között Vergilius, Horatius és Ovidius. A sorozat egy-egy darabja ezer példányban jelent meg. Hogy kelendőségüket biztosítsa, könyveit kis alakban jelentette meg, és ehhez mérten kis alakú betűket készíttetett szövegük szedéséhez. Francesco Griffo volt a betűk készítője, aki Aldus többi betűit is tervezte. A római klasszikusokhoz készített betű az első kurzív betű volt. Aldus eleinte ezen  betűtípus alkalmazását látta célravezetőnek, mert az olvasók szeme a kódexek írott betűit szokta meg, s az írott betűk alakjához ez állt legközelebb. Kezdetben az egész könyvet kurzívból szedte, de lassanként felcserélte a szép és erőteljes antikvával, s ettől kezdve csak az előszót, jegyzeteket és a kiemelendő szöveget szedte az említett betűtípussal.
A hatás, amelyet a kis könyvek megjelenése keltett, leírhatatlan volt. Aldus előtt többnyire hatalmas alakú, nagy betűjű fóliánsokat nyomtattak. E könyvek olvasásához megfelelő nagyságú pultot kellett felállítani, s szállításuk is körülményes volt. Aldus ugyan folio alakú könyveket is nyomtatott, de a szöveget kisebb betűkből szedte, és szép nagy margót hagyott a szöveg körül. A legolvasottabb írókat, különösen a latinokat, oktáv alakban jelentette meg. A kiadásra kerülő szerzők között volt még Petrarca, Erasmus, illetve Boccaccio is.  A nehézkes fóliánsok után a csinos könyvecskék, amelyeket az emberek mindenhova magukkal vihettek, új utat nyitottak meg a könyvnyomtatás előtt.
Bár Aldus a velencei hatóságoktól, majd a pápától is tíz évre szabadalmat kapott a kurzív betűkkel nyomtatott kis könyvekre, mégis egész Európában utánozták könyveinek alakját. A lyoni nyomdászok egyszerűen lemásolták és utánanyomták az aldinákat, természetesen nem tökéletesen és nem hibátlanul. Aldus egyik körlevelében panaszkodott, hogy nagy károkat okoznak neki a lyoniak, s rámutatott arra a temérdek hibára, amely ezeket a könyveket jellemzi.

### Hypnerotomachia Poliphili

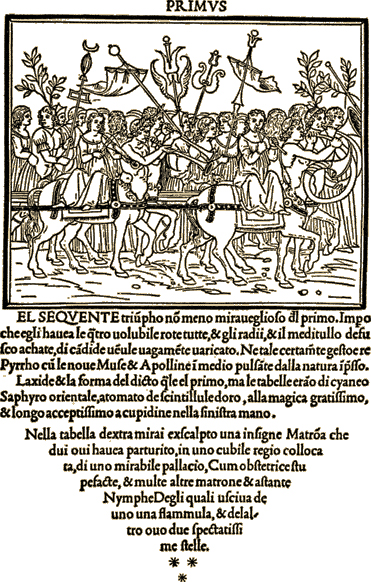
A Hypnerotomachia Poliphili egy oldala (1499)

A világ legszebb könyve, ahogy sokan nevezik, négy évvel az új kiadási program indulása után, 1499-ben került ki Aldus műhelyéből. Francesco Colonna dominikánus szerzetes, antikizáló, allegorikus és misztikus olasz nyelvű szerelmes költeménye, a Hypnerotomachia Poliphili (Poliphilus álombeli küzdelmei) 170 elsőrangú reneszánsz ún. „kontúros” fametszet, valamint az illusztrációkkal tökéletesen harmonizáló szedéstükör és betűtípus révén olyan formát kapott, amely azóta is csodálatra készteti a világ tipográfusait és bibliofil könyvgyűjtőit. Mérete valamivel nagyobb volt, mint az Aldus-féle klasszikus kiadásoké. Érdekes, hogy bár a Hypnerotomachia Poliphili különlegességét nyilván a kortársak is érzékelték – nem sokkal később Lyonban már kalózkiadása is megjelent –, Velencében egyszer sem nyomták újra.

### Munkásságának jelentősége
Az a temérdek könyv, amelyet 1488-tól 1515-ben bekövetkezett haláláig kiadott, tudományos szempontból nem volt mind azonos értékű, de túlnyomó részükre még a mai nyelvészek és kritikusok is nagy elismeréssel tekintenek. Aldusnak köszönhetjük 28 görög klasszikus első kiadását. Görög és latin szótárt is nyomtatott, valamint bevezetőt a héber nyelvhez. 
Az utókor joggal tartja nagyra kiadói tevékenységét, de már a kortársak is felfigyeltek nagyszerű teljesítményére. Erasmus szerzőként és tudós tanácsadóként többször is együttműködött a velencei nyomdászkiadóval. A 15. és a 16. század fordulóján vitathatatlanul Aldus Manutius volt Európa vezető könyvkiadója. Egy generációval Johannes Gutenberg után a nyomdászat elszakadt a középkor írnoki hagyományaitól, és az olvasók új nemzedékének igényeit kielégítve hibátlan tartalmi és szemet gyönyörködtető formai színvonalon tette elérhetővé az akkoriban legnagyobbra tartott görög és latin klasszikusokat.

## Betűtípusai

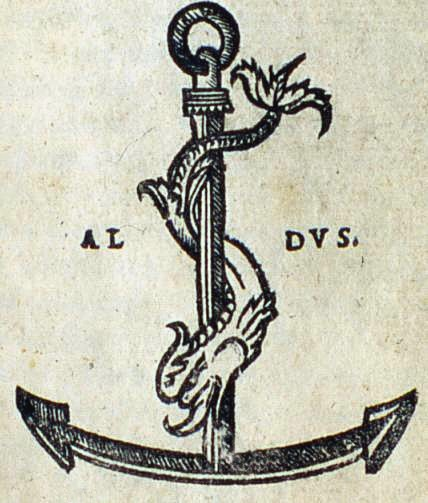
Aldus Manutius nyomdászjelvénye

Aldus az antikva betűk használatának elkötelezett híve volt. Kezdetben a Velencében dolgozó francia Nicolas Jenson betűihez feltűnően hasonló készletet használt. 1501-ben bízta meg a tehetséges betűmetszőt, Francesco Griffót (1450–1518) egy önálló latin betűtípus elkészítésével. Ez lett az első olyan antikva betűsor, amelynek nagybetűi a helyes arányok fenntartása érdekében valamivel alacsonyabbak voltak a kisbetűk felnyúló szárainál.
A következő évben Griffo a híres dőlt betűs, vagyis kurzív típussal készült el, amely az ún. cancellaresca, a humanista folyóírás nyomdai megfelelője lett. Ma már álló antikva betűkkel párosítva főként kiemelésre használjuk a dőlt betűket, de Aldus még egész könyveket szedetett belőle. A dőlt betűk használata komoly befolyást gyakorolt a 16. századi tipográfiára, nagyban elősegítve az antikva típusok elterjedését egész Európában. Aldus 1502-től kezdve használta könyveiben, az Aldinákban a delfines nyomdajelet, amely a könyvbarátok szemében azóta is a tartalmi és formai minőség jele.

## Saját munkái
- Dictionarium graecum (1497)
- Institutiones graecolatinae (1501 és 1508)
- Grammaticae institutiones graecae (1515)
- De metris Horatianis (1509)
- Musarum Panegyris (1491)[11]